# Havendorfer Sand
Havendorfer Sand (auch Havendorfersand) war ein Ortsteil (Bauerschaft)  der Gemeinde Stadland. Zur Bauerschaft Havendorfer Sand gehörten die Ortschaften beziehungsweise Höfe Ruschsand, Bakensand, Flügeldeich, Neu-Havendorfersand (1746 eingedeicht), Alt-Havendorfersand (eingedeicht 1556), Kleinensiel, Alttreuenfeld, Grönland und Gelbe Gate.

## Geografie
Havendorfer Sand besteht aus den zwei Eindeichungen: Neu- und Alt-Havendorfersand. Es liegt westlich des heutigen Weserlaufes vor Kleinensiel.

## Geschichte
Es gibt eine genaue Beschreibung von Alt-Havendorfersand aus dem Jahr 1417, anlässlich einer Übertragung an den Amtmann der Friedeburg. Durch einen Deich an das Festland angeschlossen wurde Havendorfer Sand im Zeitraum zwischen 1555 und 1560 von Graf Anton I. von Oldenburg. Anton I. kontrollierte das Land offenbar direkt, für 1562 ist überliefert, dass er dort Heu mähen ließ. Der Graf ließ dort später auch ein Vorwerk bauen, das ihm unter anderem Schlachtvieh liefern musste, wie es für 1576 überliefert ist. Das Gut gehörte um 1730 dem Herzog Karl Friedrich von Württemberg-Oels und seiner Frau Sophie, die als Gräfin zur Lippe-Alverdissen geboren wurde. Im Jahr 1741 kaufte der Freiherr von Vrintz das Gut.
Der Teil vom Gut Havendorfer Sand, der im Norden lag, wurde später an Hergen Tantzen verkauft, der dem Land den Namen Grönland gab. Von diesem Land wurde später das Land von Gut Alt-Treuenfeld. Graf Anton II. von Oldenburg-Delmenhorst wurden Havendorfersand und Roddensen zur Nutznießung überlassen. Vor dem Alten Havendorfer Sand entstand außerhalb des Deiches ein Groden, der sogenannte Neu-Havendorfersand, der 1746 eingedeicht wurde. Ruschsand und Bakensand wurden erstmals im Jahr 1714 erwähnt. Bei Gelbe Gate handelt es sich um einen kleinen Weserarm, der versandet war, weiter wuchs und verpachtet wurde.

### Verwaltungsgeschichte
Havendorfer Sand war ehemals eine Bauerschaft der Gemeinde Esenshamm, seit 1873 war es Teil der Bauerschaft Havendorf. Von 1933 bis 1948 gehörte es zur Gemeinde Abbehausen. 1948 wurde die Bauerschaft Havendorfer Sand in Kleinensiel umgebannt.

## Infrastruktur
In der Nähe von Havendorfer Sand befinden sich der Wesertunnel sowie die Bundesstraße 437, zukünftig wird auch die Bundesautobahn 20 hier verlaufen. Südlich befindet sich das Kernkraftwerk Unterweser.

## Demographie
| Jahr | Einwohner |
| ---- | --------- |
| 1675 | 83        |
| 1800 | 98        |
| 1815 | 84        |
| 1855 | 168       |
| 1971 | 187       |

## Personen
- Anna Helene Boyksen (1881–1920), erste Ingenieurstuedentin an der Technischen Hochschule München